# پشت دروازه بهشت
رهایی از بهشت پویانمایی به کارگردانی و تهیه‌کنندگی علی نوری‌اسکویی و نویسندگی مجید آسودگان است. از این فیلم برای اولین بار در بخش مسابقه 35 جشنواره فیلم فجر رونمایی شد. این انیمیشن سینمایی جوایز مختلفی را از چندین جشنواره های بین الملی کسب نموده است، که می توان به بخش جنبی انمیشن در جشنواره کن، جشنواره شانگ هانگ و... اشاره نمود.  
در بخش مسابقه اصلی حاضر بود. 

## خلاصه فیلم
داستان این انیمیشن سینمایی در مورد زندگی یک نویسنده داستان‌های کمیک است که ناگهان وارد داستانی که خلق کرده‌است، می‌شود.